# تميمة بنت يوسف بن تاشفين
تميمة بنت يوسف بن تاشفين وتُكنى أم طلحة اللمتونية، هي شاعرة مغربية، وأميرة مرابطية من قبيلة لمتونة الأمازيغية، كانت توصف بالحُسن ورجاحة العقل، والدها هو الأمير يوسف بن تاشفين، وأخوها هو علي بن يوسف بن تاشفين.

## حياتها وصفاتها
عرف عن الدولة المرابطية أنها منحت مكانة متميزة للمرأة وظهر في عهدهم أديبات وراويات للحديث وحافظات للقرآن وبالناظمات للشعر، ومن بين هؤلاء الأميرة تميمة بنت يوسف بن تاشفين.
تربت تميمة أو أم طلحة اللمتونية، كما كانت تكنى، في كنف دولة لم يكن فيها رجال الدولة وأمراؤها يرون غضاضة في تنشئة بناتهم على دراسة الأدب رغم ما عرف عنهم من تشدد في الدين.
احتفظ التاريخ في طياته بأخبار تمدح في صفاتها، وجميعها تصف الأميرة تميمة بكاملة الحسن وراجحة العقل، المشهورة بالأدب والكرم. وكانت تنظم الشعر بشكل جيد، لكن التاريخ لم يحفظ ما جادت به قريحتها إلا من أبيات قليلة، و سكنت بمدينة فاس.
سمت تنشئة تميمة بها إلى مقام شهيرات عصرها في الأدب والكرم، وكانت شغوفة بالأدب والشعر، مما خول لها المشاركة إلى جانب الكثيرات من نساء الدولة المرابطية في الحركة الفكرية بنصيب وافر من العلم والأدب، ولم تثنها هذه القيم الجمالية والفكرية عن الاهتمام بثروتها المادية والإشراف عليها من أجل تنميتها.

## أموالها
ورثت الأميرة تميمة عن والدها يوسف بن تاشفين ثروةً كبيرة، وُيقال أنهم وجدوا في بيت المال بعد وفاته، ثلاثة عشر ألف ربع من الورق، وخمسة آلاف وأربعين ربعاً من دنانير الذهب المطبوعة، عملت على تنميتها وتطويرها.
وكان مما زاد ثراء تميمة، ما حظيت به من امتيازات في فترة حكم أخيها علياً ابن يوسف، فتوسَّعت في جمع الثروة، شأنها شأن باقي المحظوظين من أُمراء وشيوخ صنهاجة، ممن استأنسوا برقة الحضارة، خلافًا لما كان عليه الدعاة الأولون الذين اشتهروا بالتَّقشُّف في حياتهم.
أتقنت تميمة لغة وفن تدبير الثروات، فغدت برجاحة عقلها وحسن تدبيرها لثروتها من أثرياء قومها، مقدمة بذلك نموذجاً عن المرأة المغربية المدبرة والمسيرة للثروات في عصرها.

## من شعرِّها
كانت الأميرة تميمة بنت يوسف بن تاشفين بارعة الحسن، قائمة الأدب، فرآها يومين كاتب لها وكانت قد أمرت محاسبه وبرزت لذلك، فبهت. ولما نظرت إليه عرفت ما دهاه، وفطنت لما عراه، فأومأت إلى نفسها وأنشدته:
هي الشمس مسكنها في السماء. . . فعز الفؤاد عزاء جميلاً
فلن تستطيع إليها الصعود. . . ولن تستطيع إليك النزولا

## وفاتها
لم يعرف تاريخ وفاة الأميرة تميمة ولم يحفظ لها التاريخ إلا بالقليل من أخبارها وبأبيات قليلة من شعرها، التي ضاعت كما تذكر مصادر معتمدة، لكنها تذكر ولو بتلك الأخبار المتناثرة هنا وهناك أنها من ضمن نساء الدولة المرابطية، الأديبات المشهورات بالأدب والكرم والرقة ورمزا شامخا يظهر وضعية المرأة في العهد المرابطي.